# Christchurch Town Hall
Die Christchurch Town Hall (seit 2007 offiziell Christchurch Town Hall of the Performing Arts) in Christchurch wurde 1972 eröffnet und ist eines der bekanntesten Zentren für Darstellende Kunst in Neuseeland. Es befindet sich in der Innenstadt von Christchurch am Ufer des Avon River/Ōtakaro mit Blick auf den Victoria Square, gegenüber dem Gelände des zerstörten Christchurch Convention Centre. Aufgrund erheblicher Schäden durch das Christchurch-Erdbeben vom Februar 2011 wurde es bis 2019 geschlossen. Mitarbeiter des Stadtrates empfahlen den Abriss bis auf das Hauptauditorium, im November 2012 stimmten die Stadträte jedoch für den Wiederaufbau der gesamten Halle.

## Geschichte
Die erste Stadthalle in Christchurch wurde an der Kreuzung Hereford Street / Cathedral Square mit Blick auf die Sumner Road (seit Umbenennung High Street) errichtet. Der Vorplatz wurde als Versammlungsort für Wahlen genutzt.

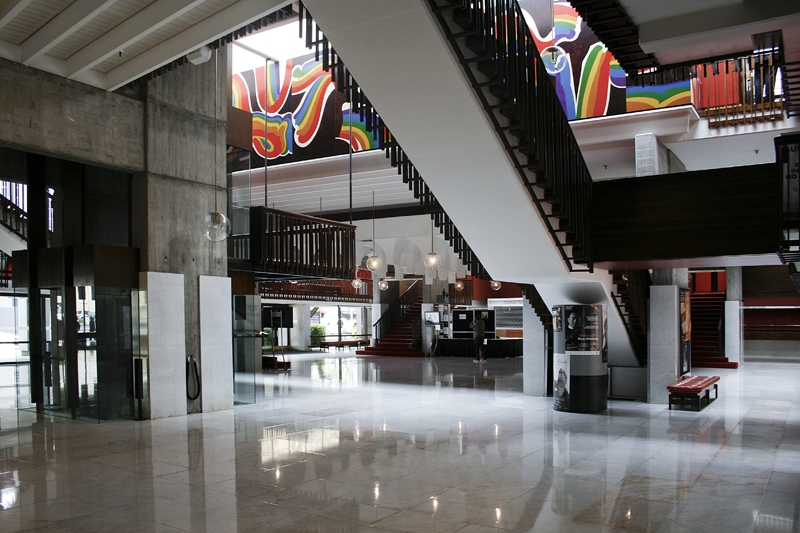
Foyer der Christchurch Town Hall

Das aktuelle Gebäude war Teil eines geplanten Bürgerzentrums für Christchurch. Teil I – die Christchurch Town Hall – wurde am 30. September 1972 durch den Generalgouverneur von Neuseeland, Denis Blundell eröffnet. Das Projekt wurde von den sechs städtischen Gebietskörperschaften Christchurch City Council, Paparua und Heathcote County Councils, Riccarton und Lyttelton Borough Councils und Waimairi District Council durchgeführt. Fünf von ihnen wurden mit der Lokalregierungsreform 1989 zusammengelegt und Lyttelton wurde im März 2006 Teil von Christchurch. Seitdem hat das Christchurch City Council die alleinige Zuständigkeit.
Teil II – ein neues Bürgeramt an der Kreuzung von Kilmore und Durham Street, die die Victoria Street vom Victoria Square trennt, als Ersatz für das alte Gebäude in der Manchester Street – wurde nicht gebaut. Stattdessen kaufte das Christchurch City Council den Miller’s Department Store in der Tuam Street 1978 und richtete das Gebäude 1980 als neues Bürgeramt ein. Auf dem ursprünglich für das Bürgeramt vorgesehenen Gelände an der Victoria Street wurde ein Hotel errichtet.

## Beschreibung
Die Christchurch Town Hall of the Performing Arts wurde für unterschiedliche Veranstaltungen, wie Orchesterkonzerte, Vorträge, Opern, Ballett, Theater, Musicals, Varieté, Folk-, Rock- und Jazzkonzerte, Versammlungen und Konferenzen entwickelt. Sie wurde von Miles Warren und Maurice Mahoney vom Architektenbüro Warren and Mahoney Architects geplant. Professor Harold Marshall wurde für akustische Fragen hinzugezogen.
In der Town Hall werden unterschiedliche kulturelle und kommerzielle Veranstaltungen, Shows und Konzerte veranstaltet. Sie ist Sitz des Christchurch Symphony Orchestra, des Christchurch City Choir und mehrerer Amateur-Theatergruppen.
Sie verfügt über einen Saal mit 2.500 Sitzen für Konzerte und das James Hay Theatre mit 1.000 Sitzen. Die Town Hall verfügt über mehrere Räume, die das Christchurch Convention Centre ergänzen, jedoch wurde das Tagungszentrum auf der anderen Seite der Kilmore Street im März / April 2012 zerstört.
Die Rieger-Orgel befindet sich ebenfalls im Saal der Christchurch Town Hall of the Performing Arts. Kurator ist der international tätige Organist Martin Setchell.
Die Town Hall verfügt außerdem über den Limes Room, den Cambridge Room und zwei Konferenzräume, die für unterschiedliche Zwecke genutzt werden.
Im Erdgeschoss befindet sich das Boaters Restaurant, welches vom Christchurch Polytechnic Institute of Technology als Ausbildungsstätte für das Gastgewerbe betrieben wird.

Frontalansicht der Christchurch Town Hall im August 2019

## Erdbebenschäden
Aufgrund erheblicher Schäden durch das Christchurch-Erdbeben vom Februar 2011 wurde die Town Hall geschlossen. Um das Ausmaß der Schäden festzustellen, wurde im Juni 2011 eine Begutachtung des Gebäudes vorgenommen. Der Bericht vom Oktober 2012 empfahl, nur den Hauptsaal zu sichern und den Rest des Gebäudes abzureißen.
Am 22. November 2012 stimmten die Stadträte von Christchurch einstimmig für den Wiederaufbau mit Kosten in einer Höhe von 127,5 Millionen Dollar, wobei lediglich 68,9 Millionen Dollar durch die Versicherung gedeckt sind. Erdbebenminister Gerry Brownlee verfügte jedoch über ein Vetorecht. Im August 2013 wurden den Stadträten vier Optionen vorgestellt, die alle den Erhalt des Gebäudes bei Kosten von etwa 125 Millionen Neuseeland-Dollar vorsahen.

### Reparatur
Am 11. Juni 2015 erteilte das Christchurch City Council die Zusage für die Reparatur der Christchurch Town Hall. Die Arbeiten begannen im November 2015 mit dem Ersetzen der Fundamente. Dabei wurden Säulen in den Boden eingesetzt, die das Gebäude stabilisieren sollten. Außerdem sollten im Rahmen des Projekts Verbesserungen am Design vorgenommen werden. So sollten beispielsweise im James Hay Theatre, dem Hauptsaal und dem Restaurant Probleme aus dem ursprünglichen Entwurf beseitigt werden.
Die Reparaturarbeiten sollten ursprünglich Mitte 2018 beendet werden, jedoch konnte der erste Abschnitt erst im Februar 2019 eröffnet werden.